# Адріан Кемпе
Адріан Кемпе (швед. Adrian Kempe; 13 вересня 1996, м. Крамфорс, Швеція) — шведський хокеїст, захисник. Виступає за МОДО (Ерншельдсвік) у Шведській хокейній лізі.
Вихованець хокейної школи «Крамфорс-Алліансен». Виступав за МОДО (Ерншельдсвік), «Манчестер Монархс», «Онтаріо Рейн».
В чемпіонатах Швеції — 95 матчів (10+18), у плей-оф — 6 матчів (1+3).
У складі молодіжної збірної Швеції учасник чемпіонату світу 2015. У складі юніорської збірної Швеції учасник чемпіонату світу 2014.
Брат: Маріо Кемпе.

## Досягнення
- Чемпіон світу (2018)